# 產山村
產山村（日语：／ Ubuyama mura */?）是位于日本熊本縣東北部九重連山地區的一個村，屬阿蘇郡。 部分轄區屬於阿蘇九重國立公園的範圍。

## 历史
在藩政時代，現在的轄區屬於肥後藩，並設有產山村、田尻村、山鹿村、大利村、片俣村共五村。
在實施町村制時，阿蘇郡轄下原本的124個町村被合併為26個町村，其中波野鄉下的12村則被合併為波野村和產山村兩村，產生村則是由產山村、田尻村、山鹿村、大利村、片俣村五村合併而成。

### 年表
- 1889年4月1日：實施町村制，設置產山村。

## 觀光資源
- 池山水源：日本名水百選之一
- 山吹水源

## 外部連結
- （日語） 產山村商工會 （页面存档备份，存于）